# Fernando León
Fernando León, född den 28 maj 1966 i Las Palmas de Gran Canaria, är en spansk seglare.
Han tog OS-guld i tornado i samband med de olympiska seglingstävlingarna 1996 i Atlanta.